# Nicolas Prantzos
Nicolas Prantzos (né en 1956) est un astrophysicien, écrivain et éditeur scientifique.

## Œuvres
- 1988 : Soleils éclatés, avec Thierry Montmerle
- 1998 : Naissance, vie et mort des étoiles, avec Thierry Montmerle
- 2009 : Voyages dans le futur, Seuil

Nicolas Prantzos a aussi contribué à des ouvrages collectifs :
- 2000 : Sommes-nous seuls dans l'univers? ;
- 2008 : Étoiles et matière interstellaire ;
- 2008 : Petite histoire de la matière et de l'Univers, avec Hubert Reeves, Michel Cassé, Étienne Klein, Marc Lachièze-Rey, Roland Lehoucq, Jean-Pierre Luminet et Nathalie Palanque-Delabrouille
- 2012 : Oxygen in the Universe
- 2017 : L'évolution de l'univers aux sociétés : objets et concepts